# París-Niza 1962
La París-Niza 1962 fue la 20.ª edición de la París-Niza, que se disputó entre el 9 y el 17 de marzo de 1962. La carrera fue ganada por el belga Joseph Planckaert, del equipo Faema-Flandria, por delante de los corredores del equipo Leroux-Gitane-Geminiani Tom Simpson y Rolf Wolfshohl. Raymond Poulidor (Mercier-BP) se impuso en la clasificación de la montaña, Rik van Looy (Faema-Flandria) ganó la clasificación por puntos y el conjunto Faema-Flandria la de equipos.
La prueba pasa a denominarse París-Sant-Etiève-Niza sin mucho éxito.
Para luchar contra el frío y la nieve, los corredores italianos utilizaron medias de seda.

## Participantes
En esta edición de la París-Niza toman la salida 104 corredores divididos en 13 equipos: Saint Raphael-Helyett, Leroux-Gitane-Geminiani, Margnat-Paloma, Mercier-BP, Ígneos-Moschietteri, Faema-Flandria, Liberia-Grammont, Pelforth-Sauvage-Lejeune, Molteni, Peugeot-BP, Philco, Bertin-Porter y Carpano. La prueba la acabaron 36 corredores.

## Resultados de las etapas
| Etapas                 | Fecha       | Recorrido                           | Km      | Vencedor de etapa       | Líder de la general |
| ---------------------- | ----------- | ----------------------------------- | ------- | ----------------------- | ------------------- |
| 1ª etapa               | 9 de marzo  | París-Cosne-Cours-sur-Loire         | 235 km  | Jean Graczyk            | Jean Graczyk        |
| 2.ª etapa, 1.er sector | 10 de marzo | Pouilly-sur-Loire-Château-Chinon    | 191 km  | Emile Daems             | Emile Daems         |
| 2.ª etapa, 2.º sector  | 10 de marzo | Château-Chinon-Montceau-les-Mines   | 89 km   | Noël Foré               | Emile Daems         |
| 3.ª etapa, 1.er sector | 11 de marzo | Circuito del Etang du Plessis (CRE) | 5.3 km  | Leroux-Gitane-Geminiani | Bas Maliepaard      |
| 3.ª etapa, 2.º sector  | 11 de marzo | Circuito del Etang du Plessis       | 53 km   | Willy van den Berghen   | Bas Maliepaard      |
| 4.ª etapa              | 12 de marzo | Montceau-les-Mines-Sant-Etiève      | 202 km  | Guido Carlesi           | Tom Simpson         |
| 5ª etapa, 1º sector    | 13 de marzo | Sant-Etiève-Sant-Etiève (CRI)       | 27 km   | Joseph Velly            | Joseph Planckaert   |
| 5.ª etapa, 2.º sector  | 13 de marzo | Sant-Etiève-Romans-sur-Isère        | 83 km   | Noël Foré               | Joseph Planckaert   |
| 6.ª etapa              | 14 de marzo | Romans-sur-Isère-Avignon            | 185 km  | Rudi Altig              | Joseph Planckaert   |
| 7ª etapa, 1.er sector  | 15 de marzo | Beaucaire-Vergèze (CRE)             | 45.3 km | Faema-Flandria          | Joseph Planckaert   |
| 7.ª etapa, 2.º sector  | 15 de marzo | Vergèze-Manosque                    | 183 km  | Rik van Looy            | Joseph Planckaert   |
| 8.ª etapa              | 16 de marzo | Manosque-La Ciotat                  | 135 km  | Edgard Sorgeloos        | Joseph Planckaert   |
| 9.ª etapa, 1.er sector | 17 de marzo | La Ciotat-Fréjus                    | 130 km  | Noël Foré               | Joseph Planckaert   |
| 9.ª etapa, 2.º sector  | 17 de marzo | Fréjus-Niza                         | 102 km  | Rik van Looy            | Joseph Planckaert   |

## Etapas

### 1.ª etapa
9-03-1962. París-Cosne-Cours-sur-Loire, 235 km.
Salida real: Pont d'Antony
|   | Ciclista         | Equipo           | Tiempo     |
| - | ---------------- | ---------------- | ---------- |
| 1 | Jean Graczyk     | Liberia-Grammont | 6h 18' 43" |
| 2 | Raymond Poulidor | Mercier-BP       | m. t.      |
| 3 | Armand Desmet    | Faema-Flandria   | m. t.      |

### 2ª etapa, 1º sector
10-03-1962. Pouilly-sur-Loire-Château-Chinon 91 km.
|   | Ciclista        | Equipo                   | Tiempo     |
| - | --------------- | ------------------------ | ---------- |
| 1 | Emile Daems     | Philco                   | 2h 29' 57" |
| 2 | Alan Ramsbottom | Pelforth-Sauvage-Lejeune | m. t.      |
| 3 | Bas Maliepaard  | Leroux-Gitane-Geminiani  | m. t.      |

### 2.ª etapa, 2.º sector
10-03-1962. Château-Chinon-Montceau-les-Mines 89 km.
|   | Ciclista         | Equipo                   | Tiempo     |
| - | ---------------- | ------------------------ | ---------- |
| 1 | Noël Foré        | Faema-Flandria           | 2h 12' 05" |
| 2 | Joseph Groussard | Pelforth-Sauvage-Lejeune | m. t.      |
| 3 | Jean Gainche     | Mercier-BP               | m. t.      |

### 3ª etapa, 1º sector
11-03-1962. Circuito del Etang du Plessis, 5,3 km. CRE
|   | Equipo                  | Tiempo |
| - | ----------------------- | ------ |
| 1 | Leroux-Gitane-Geminiani | 5' 46" |
| 2 | Saint Raphael-Helyett   | + 3"   |
| 3 | Pelfort-Sauvage-Lejeune | + 9"   |

### 3.ª etapa, 2.º sector
11-03-1962. Circuito del Etang du Plessis, 53 km.
|   | Ciclista              | Equipo                   | Tiempo     |
| - | --------------------- | ------------------------ | ---------- |
| 1 | Willy van den Berghen | Mercier-BP               | 1h 03' 45" |
| 2 | Armando Pellegrini    | Molteni                  | m. t.      |
| 3 | Jean-Claude Lefebvre  | Pelforth-Sauvage-Lejeune | m. t.      |

### 4ª etapa
12-03-1962. Montceau-les-Mines-Sant-Etiève, 202 km.
|   | Ciclista      | Equipo                | Tiempo     |
| - | ------------- | --------------------- | ---------- |
| 1 | Guido Carlesi | Philco                | 4h 50' 17" |
| 2 | Rik van Looy  | Faema-Flandria        | m. t.      |
| 3 | Rudi Altig    | Saint Raphael-Helyett | m. t.      |

### 5ª etapa, 1º sector
13-03-1962. Sant-Etiève-Sant-Etiève, 27 km. CRI
Quedan fuera de control 39 corredores, entre los cuales Rik van Looy y Noël Foré, pero todos son repescados por la organización al comprender que las condiciones meteorológicas los han perjudicado.
|   | Ciclista         | Equipo                  | Tiempo  |
| - | ---------------- | ----------------------- | ------- |
| 1 | Joseph Velly     | Margnat-Paloma          | 42' 14" |
| 2 | Raymond Poulidor | Mercier-BP              | + 28"   |
| 3 | Rolf Wolfshohl   | Leroux-Gitane-Geminiani | + 39"   |

### 5.ª etapa, 2.º sector
13-03-1962. Sant-Etiève-Romans-sur-Isère, 83 km
|   | Ciclista         | Equipo                  | Tiempo  |
| - | ---------------- | ----------------------- | ------- |
| 1 | Noël Foré        | Faema-Flandria          | 50' 53" |
| 2 | Antonio Bailetti | Carpano                 | m. t.   |
| 3 | Anatole Novak    | Leroux-Gitane-Geminiani | m. t.   |

### 6ª etapa
14-03-1962. Permaneces-sur-Isère-Avignon, 185 km.
|   | Ciclista          | Equipo                  | Tiempo     |
| - | ----------------- | ----------------------- | ---------- |
| 1 | Rudi Altig        | Saint Raphael-Helyett   | 4h 02' 36" |
| 2 | Joseph Planckaert | Faema-Flandria          | + 1"       |
| 3 | Rolf Wolfshohl    | Leroux-Gitane-Geminiani | m. t.      |

### 7ª etapa, 1º sector
15-03-1962. Beaucaire-Vergèze, 45.3 km. CRE
|   | Equipo                  | Tiempo     |
| - | ----------------------- | ---------- |
| 1 | Faema-Flandria          | 1h 00' 03" |
| 2 | Saint Raphael-Helyett   | + 1' 01"   |
| 3 | Leroux-Gitane-Geminiani | + 1' 52"   |

### 7.ª etapa, 2.º sector
15-03-1962. Vergèze-Manosque, 183 km
|   | Ciclista        | Equipo         | Tiempo     |
| - | --------------- | -------------- | ---------- |
| 1 | Rik van Looy    | Faema-Flandria | 4h 47' 55" |
| 2 | Emile Daems     | Philco         | m. t.      |
| 3 | Frans Schoubben | Peugeot-BP     | + 5"       |

### 8ª etapa
16-03-1962. Manosque-La Ciotat, 135 km.
|   | Ciclista         | Equipo                  | Tiempo     |
| - | ---------------- | ----------------------- | ---------- |
| 1 | Edgard Sorgeloos | Faema-Flandria          | 3h 35' 17" |
| 2 | Raymond Elena    | Margnat-Paloma          | + 2"       |
| 3 | Bas Maliepaard   | Leroux-Gitane-Geminiani | + 36"      |

### 9ª etapa, 1º sector
17-03-1962. La Ciotat-Fréjus, 130 km.
No toman la salida Jacques Anquetil y Ercole Baldini. Durante la etapa abandonan 19 corredores.
|   | Ciclista          | Equipo           | Tiempo     |
| - | ----------------- | ---------------- | ---------- |
| 1 | Noël Foré         | Faema-Flandria   | 3h 59' 16" |
| 2 | Robert Ducard     | Margnat-Paloma   | + 25"      |
| 3 | Jacques de Boever | Liberia-Grammont | m. t.      |

### 9.ª etapa, 2.º sector
17-03-1962. Fréjus-Niza, 102 km
Llegada situada en el Paseo de los Ingleses. No salen 10 corredores y dos más abandonan durante la disputa de la etapa.
|   | Ciclista       | Equipo                  | Tiempo     |
| - | -------------- | ----------------------- | ---------- |
| 1 | Rik van Looy   | Faema-Flandria          | 2h 54' 47" |
| 2 | Jean Gainche   | Mercier-BP              | m. t.      |
| 3 | Bas Maliepaard | Leroux-Gitane-Geminiani | m. t.      |

## Clasificaciones finales

### Clasificación general
|    | Ciclista          | Equipo                   | Tiempo      |
| -- | ----------------- | ------------------------ | ----------- |
| 1  | Joseph Planckaert | Faema-Flandria           | 39h 04' 45" |
| 2  | Tom Simpson       | Leroux-Gitane-Geminiani  | + 2' 57"    |
| 3  | Rolf Wolfshohl    | Leroux-Gitane-Geminiani  | + 5' 58"    |
| 4  | Armand Desmet     | Faema-Flandria           | + 6' 23"    |
| 5  | Bas Maliepaard    | Leroux-Gitane-Geminiani  | + 8' 47"    |
| 6  | Rik van Looy      | Faema-Flandria           | + 9' 00"    |
| 7  | Raymond Poulidor  | Mercier-BP               | + 9' 15"    |
| 8  | Henry Anglade     | Liberia-Grammont         | + 11' 13"   |
| 9  | Jean Gainche      | Mercier-BP               | + 11' 32"   |
| 10 | Georges Groussard | Pelforth-Sauvage-Lejeune | + 13' 33"   |

## Evolución de las clasificaciones
| Etapa(Vencedor)                                | Clasificación general |
| ---------------------------------------------- | --------------------- |
| Etapa 1 (Jean Graczyk)                         | Jean Graczyk          |
| Etapa 2, 1.er sector (Emile Daems)             | Emile Daems           |
| Etapa 2, 2.º sector (Noël Foré)                | Emile Daems           |
| Etapa 3, 1.er sector (Leroux-Gitane-Geminiani) | Bas Maliepaard        |
| Etapa 3, 2.º sector (Willy van den Berghen)    | Bas Maliepaard        |
| Etapa 4 (Guido Carlesi)                        | Tom Simpson           |
| Etapa 5, 1.er sector (Joseph Velly)            | Joseph Planckaert     |
| Etapa 5, 2.º sector (Noël Foré)                | Joseph Planckaert     |
| Etapa 6 (Rudi Altig)                           | Joseph Planckaert     |
| Etapa 7, 1.er sector (Faema-Flandria)          | Joseph Planckaert     |
| Etapa 7, 2.º sector (Rik van Looy)             | Joseph Planckaert     |
| Etapa 8 (Edgard Sorgeloos)                     | Joseph Planckaert     |
| Etapa 9, 1.er sector (Noël Foré)               | Joseph Planckaert     |
| Etapa 9, 2.º sector (Rik van Looy)             | Joseph Planckaert     |